# Adolf Friedrich von Schack

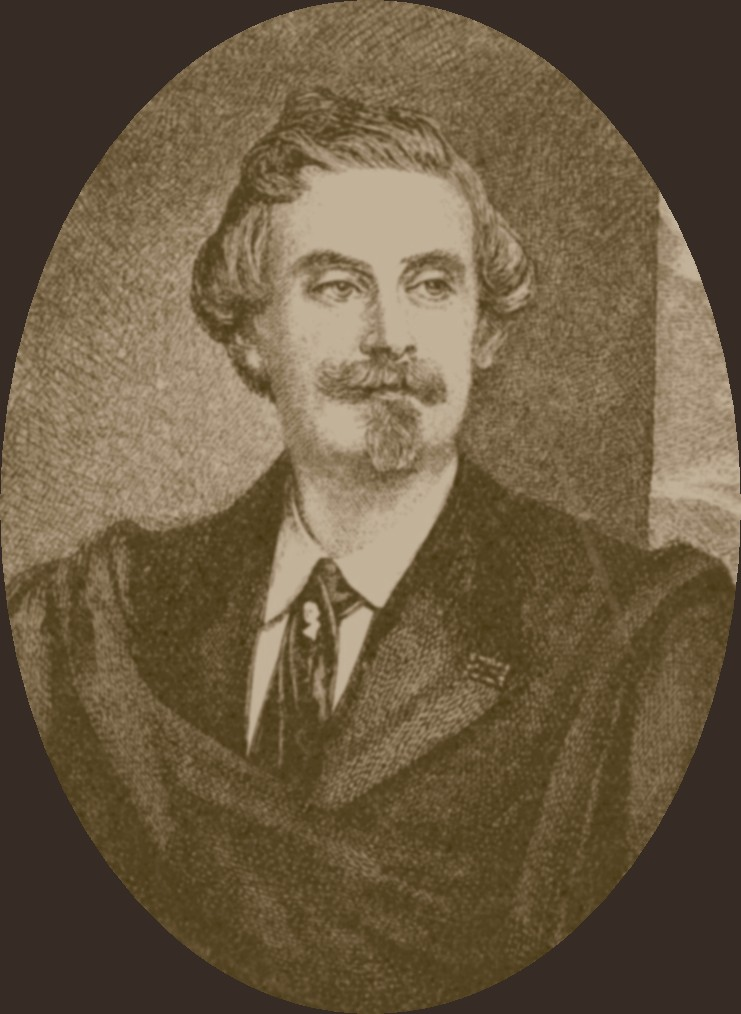
Adolf Friedrich von Schack.

Adolf Friedrich von Schack, född den 2 augusti 1815 i Schwerin, död den 14 april 1894 i Rom, var en tysk greve, litteraturhistoriker och skald.
Schack hade i sin ungdom anställning vid kammarrätten i Berlin, som kammarherre hos storhertigen av Mecklenburg-Schwerin och som attaché vid beskickningen vid förbundsdagen i Frankfurt, men tillbragte sin mesta tid med lärda studier och långsträckta resor. År 1852 tog han som geheime legationsråd avsked ur statstjänsten, och några år därefter bosatte han sig i München, på inbjudan av kung Maximilian. 
Schacks främsta arbeten är: Geschichte der dramatischen Litteratur und Kunst in Spanien (3 band, 1845-46; 2:a upplagan 1854; Nachträge 1855), Poesie und Kunst der Araber in Spanien und Sicilien (1865; 2:a upplagan 1877), Geschichte der Normannen in Sizilien (2 band, 1889), liksom en samling eleganta och tankerika Gedichte (1867, flera upplagor), vartill kommer Spanisches Theater (1854), som innehåller förträffliga översättningar från spanska dramatiker, översättningar från persiska (från Firdausi 1851 och 1853, flera upplagor), indiska, portugisiska, engelska med flera verk. Det bifall, som hans diktsamling rönte, föranledde honom att efter hand utge en mängd skaldeverk, såväl episka och dramatiska som lyriska, till stor del författade i hans yngre dagar. De visar stor formell skicklighet, mycken kultur, en aristokratiskt liberal världsåskådning och varm övertygelse om mänsklighetens framåtskridande, men ringa poetisk ursprunglighet: nämnas kan Nächte des Orients (1874; flera upplagor), historiskt filosofiska dikter, och eposet Die Plejaden (1881). Hans Dramatische Dichtungen utgavs i 2 band 1879, hans Gesammelte Werke i 6 band 1882-83 (3:e upplagan 1897–1899). 
År 1876 upphöjdes Schack i tyskt grevligt stånd, och sedermera utnämndes han till mecklenburgskt verkligt geheimeråd. Hans betydande tavelgalleri i München, samlat under verksamt understöd av betydande tyska målare, övergick genom testamente 1894 i tyske kejsarens ägo. Schack skrev en självbiografi Ein halbes Jahrhundert (3 band, 1887; 3:e upplagan 1894). Karikerad som oförstående konstvän, är Schack huvudpersonen i Adolf von Wilbrandts "Hermann Isinger".